# Valentin Nikolaevič Pluček
Valentin Nikolaevič Pluček (Mosca, 4 settembre 1909 – Mosca, 17 agosto 2002) è stato un regista sovietico.

## Filmografia parziale

### Regista
- Igroki (1960)
- Jabloko razdora (1962)